# Smittium culicisoides
Smittium culicisoides är en svampart som beskrevs av Lichtw. 1998. Smittium culicisoides ingår i släktet Smittium och familjen Legeriomycetaceae.   Inga underarter finns listade i Catalogue of Life.